# 卡爾·蔡司

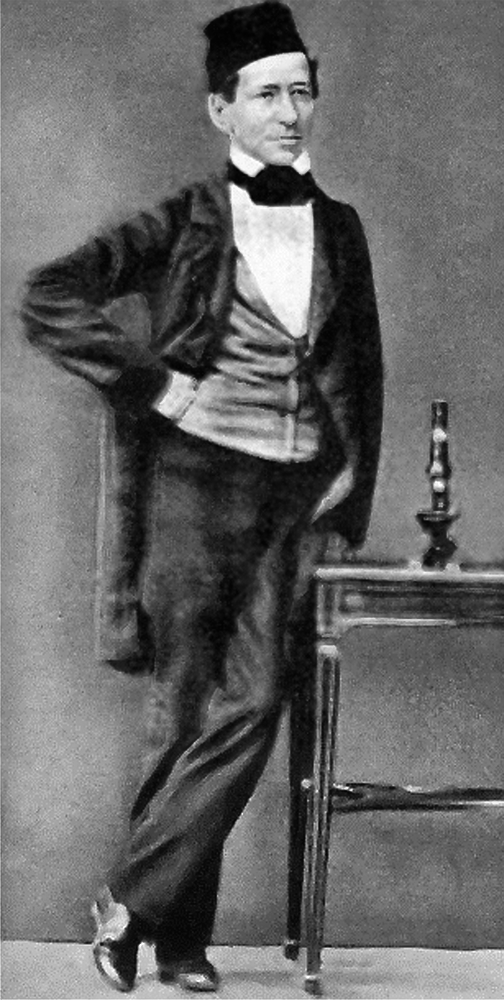
卡爾·蔡司

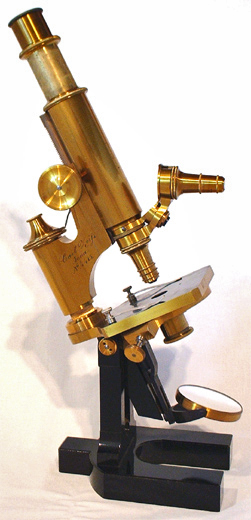
卡爾·蔡司於1879年完成的顯微鏡

卡爾·蔡司（德語：Carl Zeiß，德語：[kaʁl ˈtsaɪs]，1816年9月11日—1888年12月3日），光學仪器企业家，以其创立的蔡司公司闻名于世，本人對於現代透鏡的製造生產也貢獻良多。蔡司在德國威瑪起家，到了1840年代，已成為知名的透鏡製作者，他制造的高品质透镜以孔径大、成像清晰著称。他在耶拿自设工场，開始他的制造透鏡的生涯，起初制造显微镜镜头，后来制造高品质照相机镜头，1888年在開始透鏡生涯的耶拿逝世。

## 生平
蔡司在德國威瑪的語言學校學習，並师从弗德烈·科爾納博士（Dr.Friedrich Körne）習藝，當時科爾納正在研究用於望遠鏡目鏡的玻璃。他随后在耶拿大學學習數學、實驗物理學、人類學、礦物學、和光學。七年後，他自己创立一個小工作室，當時工作室中工具十分貧乏。他做出許多透鏡，但只得到一點認同，直到1847年他雇用他的第一個學徒。同年他的前老師科爾納去世，促使蔡司毕生致力于顯微鏡事业。
1847年蔡司開始將全部时间放在制造顯微鏡上。他的第一项革新是制造只用一片单透鏡的簡單型顯微鏡，適合用於解剖的工作。在第一年生產這批顯微鏡時，他賣了大約23台。他很快意識到他需要新挑戰，因此開始研發複合式顯微鏡。隨後，他創造了Stand I，並於1857年打進了銷售市場。
在1861年凭他的設計，在圖林根州工業展览會上獲頒一枚金牌。这些顯微鏡被認為是德國最佳的科學儀器。这时候他有大約20名員工，他的事業仍然持續成長。1866年蔡司工廠賣出第1000台顯微鏡。同年物理學家恩斯特·阿贝博士以研究導師的身份加入蔡司工作室，兩人一同研究光學產品的科學基礎原理，1872年他們聯合製作出了複合式顯微鏡，這台複合式顯微鏡是現代所有複合式顯微鏡的始祖。
在這個期間，蔡司做出至此为止最好的透鏡。理論上，阿贝正弦条件能大大改善透鏡品質，但問題在于当时沒有足夠強度的玻璃來測試這個學說。
所幸阿贝博士認識了奥托·肖特。30歲的肖特是位剛获得博士學位的玻璃化學家。1879年他們合作，很快在1886年生產出新型玻璃，能充分地表現阿贝正弦學說。這種新型玻璃為新顯微鏡的物鏡開闢出一條新的道路：消色差物鏡（apochromatic lens）。
肖特專門生產用於新型卡爾·蔡司顯微鏡的玻璃，1884年建立了一個全面的工廠，其所有權屬於蔡司、阿贝、肖特，稱為Jena Schott & Genossen光學工廠。耶拿玻璃也因此成為世界上最有名的玻璃。
蔡司在創造出劃時代的顯微鏡后不久後的1888年去世。蔡司在遺囑中將股權轉移給兒子洛迪里克（Roderick）。洛迪里克將股權出售給阿贝，1889年，阿贝成立卡爾·蔡司基金會。該基金會又成立了一個新的集團，作為蔡司公司的所有者。

## 参看
- 肖特集团

## 外部連結
- 蔡司公司在網頁上對公司歷史的介紹（页面存档备份，存于）